# Jicarilla
Jicarilla (U MexSp = 'mala košara', izgovor hikariljas. Mnogo je rjeđa varijanta Xicarillas.) je jedno od plemena južne skupine porodice Athapaskan čije je bajranije poznato područje bilo u jugoistočnom Coloradu i sjevernom Novom Meksiku odakle su se širili i u susjedne krajeve Kansasa, Oklahome i Teksasa. Jicarilla i Lipan Indijanci čine zasebnu grupu apačkih plemena. Mooney (1928.)  skromno procjenjuje njihov broj od 800 duša 1845. Popisom (2000) utvrđeno je da ih ima 2,755, najviše na rezervatu Jicarilla Apache u gradiću Dulce.
Računa se da su Jicarille prvi puta upoznati od Španjolaca pod imenom Vaqueros 1540-tih kada ih susreću [Španjolci]. Bande Jicarilla kasnije se grupiraju u dvije lokalne grupe, to su Llaneros, koji su okupljali istočne bande. Zapadni Ollero Jicarillas nastanili su se od 1750. u području Taosa duž Rio Grande.

## Ime
ime koje su Meksikanci dali ovim Indijancima zbog stručnosti njihovih žena u izradi košara.  Sami sebe oni nazivaju Tinde (=ljudi), dok su im njihovi rođaci Mescalero dali naziv Kinya-inde. Kod Kiowa su poznati kao  'planinski Apači (Keop-tagúi).

## Bande
- Apatsiltlizhihi,  u distriktu Mora u Novom Meksiku.
- Dachizhozhin, izvorni dom bio im je današnji rezervat Jicarilla Apache.
- Golkahin, južno od Taosa Novi Meksiko.
- Ketsilind, južno od Taosa, Novi Meksiko.
- Saitinde,  kod Espanola u Novom Meksiku.

## Povijest
Jicarilla Apači, po prirodi nomadi, baš su u vrijeme prije kontakta s Europljanima uspostavili su trgovačke veze s pueblo plemenima Taos i Picurís, a njihovi trgovački pohodi odveli su ih u lutanjima sve do istočnog Kansasa. 1720-tih oni su se nastanili duboko u planinama Sangre de Cristo u Coloradu, koje pripadaju lancu Rocky Mts.-a (Stjenjaka). Guverner Novog Meksika naveo je pleme 1853. da se nasele u području Rio Puerca. Neuspješna ratifikacija ugovora prouzrokovala je da su krenuli ratnim putem, koji je 1854. završio njihovim porazom od američkih trupa. Potom dolazi do njihovog preseljavanja s mjesta na mjesto dok 1874. nisu smješteni na rezervat kod Tierra Amarilla. Aktom iz 1878. oni su 1880. ponovno preseljeni na rezervat na Rio Navaju (Rio Navajo) gdje su ostali do 1883., tada su opet prebačeni u Fort Stanton, pa opet 1887. u područje Tierra Amarilla, gdje danas imaju rezervat Jicarilla Apache.

## Kultura
Jicarilla su po kulturi kao i Kiowa Apache pripadali Prerijskim Indijancima, bavili su se lovom i živjel u tepee-šatorima izrađenim od kože bizona. Osim bizona lovci Jicarilla lovili su i raznu drugu divljač. Sakupljali su također i razno bilje koje se koristilo u prehrambene i medicinske svrhe. Kod Ollero Jicarilla u područjima uz Rio Grande Indijanci su uzgajali i kukuruz i drugo, vjerojatno pod pueblo-utjecajem. Obitelj je bila proširena. Njihova logorišta (kampovi) bila su privremena, jer su Jicarille sezonski tumarali područjem, ovisno o godišnjem dobu. 
Prema riječima samih Jicarilla oduvijek su živjeli u skladu s prirodom, a takvi su i danas, što je tipično i za ostale 'primitivne' narode širom svijeta.

## Jicarilla danas

### Uprava
Jicarilla danas imaju svoju vlastitu vladu koja je utemeljena 1937. a sastoji se od tri grane, ona legislativna (zakonodavna) sastoji se od predsjednika, pod-predsjednika im osam članova vijeća.  Današnji predsjednik je Levi Pesata, a članovi vijeća su: Ernest Petago, Henry Lee Petago Jr., Lester Andrez, Troy Vicenti, Elizabeth Velarde, Kerwin Tafoya, Leon Reval i Merlin Tafoya Sr. Pod-predsjednik je Ty Vicenti.

### Svečanosti
Svakog trećeg srpnja Jicarille održavaju svečanosti 'Little Beaver Celebration' na kojima održavaju Pow-Wow-plesovi i sve drugo što privlači turiste, prvenstveno rodeo, utrke Pony Express, karneval i drugo. 
14. i 15. u 9. mjesecu priređuju festival Go-Jii-Yah, koji se održava 31 kilometar (10 milja) južno od grada Dulce. Uz trke i Pow-Wow priređuje se i rodeo.

## Vanjske poveznice
- Jicarilla Apache Cultural Affairs -  Arhivirana inačica izvorne stranice od 5. siječnja 2006. (Wayback Machine).
- Mitovi  Arhivirana inačica izvorne stranice od 10. lipnja 2006. (Wayback Machine).
- Foto galerija